# لوراسار
لوراسار (به ارمنی: Լորասար) یک روستا در ارمنستان است که در استان شیراک واقع شده‌است. لوراسار در  کیلومتری شمال گیومری، مرکز استان شیراک واقع شده است.

## خصوصیات
لوراسار  نفر جمعیت دارد و در ارتفاع متر بالاتر از سطح دریا قرار گرفته است.
| سال   | ۱۸۳۱ | ۱۸۹۷ | ۱۹۲۶ | ۱۹۳۹ | ۱۹۵۹ | ۱۹۷۰ | ۱۹۷۹ | ۲۰۰۱ | ۲۰۰۴ |
| جمعیت |      |      |      |      |      |      |      |      |      |